# شهرستان گرین (نیویورک)
شهرستان گرین (به انگلیسی: Greene County) واقع در ایالت نیویورک است. جمعیت این شهرستان بر اساس سرشماری سال ۲۰۱۰ آمریکا ۶۰۰۷۹ نفر گزارش شده‌است. مرکز شهرستان گرین شهر کستکیل است.این شهرستان در تاریخ ۳ مارس ۱۸۰۰ بنیانگذاری شده و به افتخار ناثانائیل گرین جنرال آمریکایی در خلال انقلاب آمریکا گرین نام گرفته‌است.